# B (Programmiersprache)
Die Programmiersprache B wurde 1969 von Ken Thompson und Dennis Ritchie entwickelt.
B ist stark beeinflusst von BCPL und ist Vorgänger der Programmiersprache C.
B ist vor allem aus sprachhistorischen Gründen interessant, da es die Entwicklung von BCPL zu C genauer dokumentiert. Es wurde für die Übersetzung auf einer DEC PDP-7 mit 8 kB RAM entwickelt. Später wurde es auf PDP-11-Maschinen und Honeywell-Großrechner portiert, wo es zum Beispiel für das bekannte AberMUD von Alan Cox bis in die 1990er-Jahre benutzt wurde.
Aufgrund der eingeschränkten Hardware-Ressourcen auf der Zielmaschine PDP-7 fehlen B einige BCPL-Merkmale, die die Übersetzung aufwendiger machen würden. Beispielsweise sind keine verschachtelten Funktionsdefinitionen möglich. Ebenso wegen der eingeschränkten Ressourcen erzeugte der B-Compiler auf der PDP-7 einen einfachen Zwischencode, der von einem Interpreter zur Laufzeit interpretiert werden muss.
In B gab es wie in BCPL oder Forth nur einen Datentyp, dessen Bedeutung sich erst durch die benutzten Operatoren und Funktionen ergab. B ist also typlos. Es gab bereits viele Spracheigenschaften, die man in C finden kann. Einige Programme sind noch mit heutigen C-Compilern übersetzbar.
Bei B wurde der Zuweisungsoperator wieder zu = wie in Heinz Rutishausers ursprünglicher Sprache Superplan, welche Algol 58 beeinflusst hatte, wobei Algol 58 mit := einen Doppelpunkt hinzufügte.

## Code-Beispiel
Nachfolgend ein Beispiel aus dem B-Benutzerhandbuch:
```
/* The following function will print a non-negative number, n, to

   the base b, where 2<=b<=10.  This routine uses the fact that

   in the ASCII character set, the digits 0 to 9 have sequential

   code values.  */

printn
(
n
,
b
)
 
{

   
extrn
 
putchar
;

   
auto
 
a
;

   
if
(
a
=
n
/
b
)
 
/* assignment, not test for equality */

      
printn
(
a
,
 
b
);
 
/* recursive */

   
putchar
(
n
%
b
 
+
 
'0'
);

}

```